# Hamad ibn Thuwaini ibn Said

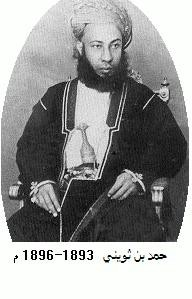
Sultan Hâmid ibn Thuwainî

Sayyid Hamad ibn Thuwaini ibn Said al-Busaid (* 1857; † 25. August 1896; arabisch حمد بن ثويني البوسعيد, DMG Ḥamad b. Ṯuwainī al-Būsaʿīd) war von 1893 bis 1896 Sultan von Sansibar.
Er war ein Sohn des Sultans Thuwaini ibn Said von Oman und Enkel des Sultans Said ibn Sultan. Nach dem Tod seines Onkels Ali ibn Said wurde er von der britischen Protektoratsmacht zum Sultan von Sansibar bestimmt. Er regierte Sansibar vom 5. März 1893 bis zu seinem Tode.
Gleich zu Beginn seiner Amtszeit musste er das italienische Protektorat über die von seinem Vorgänger an die Italiener zunächst nur verpachteten Städte an der somalischen Benadirküste anerkennen. Stattdessen unterstellten die Briten 1893–1895 kurzzeitig Wituland dem Sultan von Sansibar. Hamad war vor allem den Briten gegenüber stets kompromissbereit und wurde 1894 zum Knight Grand Commander des Order of the Star of India ernannt sowie 1895 mit dem preußischen Roten Adlerorden ausgezeichnet.
Hamad war in erster Ehe verheiratet mit seiner Cousine Turkiya, der Tochter des Sultans Turki ibn Said von Oman, in zweiter Ehe mit seiner Cousine Nunu, einer Tochter des Sultans Barghasch ibn Said von Sansibar. In Oman unterstützte er 1895 einen missglückten Putschversuch gegen seinen Schwager Faisal ibn Turki, wurde in Sansibar aber schon 1896 von seinem Cousin und Schwager Chalid ibn Barghasch vermutlich vergiftet, was zum Britisch-Sansibarischen Krieg führte.